# Schizoneuraphis malayana
Schizoneuraphis malayana är en insektsart. Schizoneuraphis malayana ingår i släktet Schizoneuraphis och familjen långrörsbladlöss. Inga underarter finns listade i Catalogue of Life.